# Савва Охридский
Савва Охридский (ст.‑слав. Савва Охрїдьскꙑи; род. ок. 810—840 — ум. ок. 880—920) — православный святой, пресвитер, ученик святых Кирилла и Мефодия, помогал братьям в деле просвещения славянского народа и утверждения Православия в Моравии. Православная церковь почитает его среди святых Седмочисленников.
Отмечен в житии святого Климента Охридского как один из «избранных и корифеев» среди кирилло-мефодиевских учеников.
Подвергся истязаниям и гонениям вместе с другими учениками святого Мефодия — святыми Климентом, Наумом, Ангеларием и Гораздом. Однако, где нашёл себе приют святой Савва, неизвестно. В настоящее время не сохранилось никаких письменных работ, принадлежащих его перу. Его культ особенно почитался в Византии и Болгарии, где он называется «болгарским книжником».